# Лешья
Ле́шья («аура») — в мифологии джайнизма, религиозно-философской традиции Индии, известной с VI века до н. э., именование ореола вокруг любого живого существа. Лешья видима лишь тем, кто находится высоко на ступенях духовного развития («гунастхана»).
Лешья имеет цвет, вкус и запах; причём цвет важнее всего, так как он показывает нравственные качества личности: у развитой дживы (живой души) — лешья более светлая.
Шесть цветов лешьи: чёрный, синий, серо-сизый, оранжевый, розовый и белый.
У сиддхов (освободившихся джив, обитающих на вершине Вселенной) лешьи нет.